# Doljašnica
Doljašnica es un pueblo ubicado en el municipio de Veliko Gradište, en el distrito de Braničevo, Serbia.

## Superficie
Posee una superficie de 10,63 kilómetros cuadrados.

## Demografía
Hasta 2011 la población era de 304 habitantes, con una densidad de población de 28,61 habitantes por kilómetro cuadrado.